# Organizacja Ukraińskich Nacjonalistów

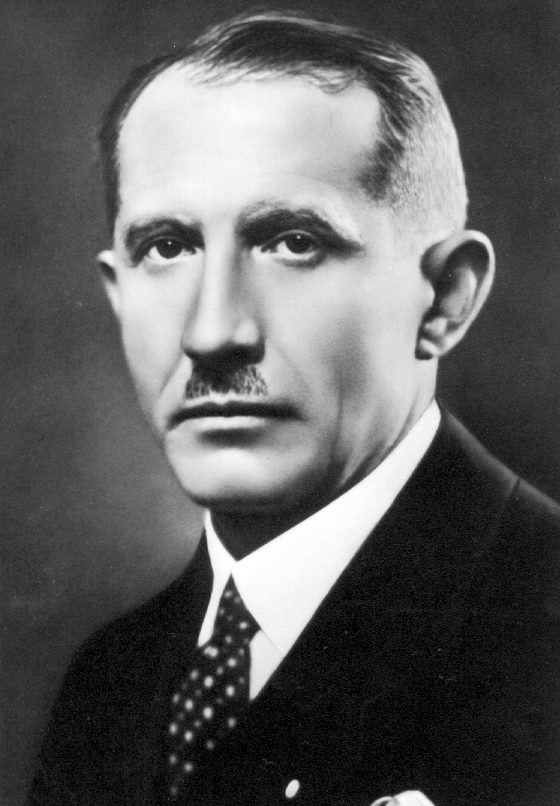
Jewhen Konowalec

Organizacja Ukraińskich Nacjonalistów (ukr. Організація українських націоналістів) – ukraińska skrajnie prawicowa nacjonalistyczna organizacja polityczno-wojskowa założona w 1929 w Wiedniu.
OUN kierowała się ideologią integralnego ukraińskiego nacjonalizmu, dążąc do zbudowania na ziemiach uznawanych przez nią za ukraińskie niepodległego państwa o ustroju zbliżonym do faszyzmu. W praktyce działała konspiracyjnie, głównie w II Rzeczypospolitej a także na emigracji (m.in. Czechosłowacja), prowadząc działalność terrorystyczną, dywersyjną, szkoleniową i propagandowo-oświatową.
W 1940 doszło do rozłamu OUN na dwie frakcje, następnie organizacje: OUN-B (banderowców pod przywództwem Stepana Bandery) oraz OUN-M (melnykowców pod przywództwem Andrija Melnyka).

## Historia
Powstała w 1929 roku w wyniku połączenia radykalnych grup nacjonalistów. OUN powstała na I Kongresie OUN w dniach 27 stycznia – 3 lutego 1929 w Wiedniu, w wyniku połączenia trzech emigracyjnych organizacji:
- Ukraińskiej Organizacji Wojskowej (UWO)
- Związku Ukraińskiej Młodzieży Nacjonalistycznej (SUNM)
- Legii Ukraińskich Nacjonalistów (LUN)

### Struktura organizacyjna
Najwyższą władzą OUN był Wielki Kongres. Na kongresie delegaci wybierali zarząd – Prowid OUN (Prowid Ukraińskich Nacjonalistów, PUN) jako organ wykonawczy, oraz ustalali kierunek polityczny i taktykę organizacji. W razie potrzeby zwoływany był Kongres Nadzwyczajny, który rozpatrywał szczególnie ważne problemy polityki OUN.
W okresie między kongresami najwyższą władzę w organizacji piastował Główny Prowid OUN, na czele którego stał przewodniczący zarządu (prowidnyk). Główny Prowid kierował pracą organizacji.
Całe terytorium Ukrainy zostało podzielone na „kraje”, które były najwyższymi jednostkami administracyjnymi w strukturze terytorialnej OUN. Tereny II RP podlegały Krajowi II (Małopolska Wschodnia) oraz III (Wołyń, Południowe Polesie, Chełmszczyzna, Podlasie Lubelskie). Na czele poszczególnych „krajów” stały Krajowe Kierownictwa OUN, które podlegały bezpośrednio Głównemu Prowodowi.
W skład Krajowego Kierownictwa wchodzili:
- prowidnyk – przewodniczący Prowodu
- zastępca krajowego prowidnyka
- referent wojskowy – organizator szkoleń wojskowych
- referent bezpieczeństwa, któremu podlegał wewnętrzny aparat kontrwywiadowczy OUN na terytorium kraju
- referent gospodarczy – organizator zaopatrzenia żywnościowego i materiałowego oraz poboru podatków od ludności ukraińskiej na cele organizacyjne
- referent organizacyjny – kierownik aparatu organizacyjno-mobilizacyjnego
- referent propagandy

Kraj dzielił się na okręgi, w strukturze OUN było 12 okręgów, którymi kierował prowid okręgowy, o podobnym składzie i strukturze jak Prowid Krajowy.
Okręgi dzieliły się na nadrejony. Nadrejonem kierował nadrejonowy prowid w składzie: prowidnyk, referent wojskowy, referent B, referent gospodarczy, referent organizacyjny, referent propagandowy, referent służby zdrowia.
Każdy nadrejon obejmował kilka rejonów. Na szczeblu rejonu istniał prowid rejonowy, którego struktura organizacyjna była podobna do prowodu nadrejonowego.
Najmniejszą jednostką terenową podziału administracyjnego OUN była stanica, która obejmowała 1–2 wsie. Wyższą jednostką był kuszcz, w którego skład wchodziło od 4 do 7 wsi.
Według Barbary Stoczewskiej organizacja funkcjonowała według wzorca faszystowskiego (gdyż wódz-prowidnyk miał nieograniczoną władzę).
Lucyna Kulińska, powołując się na Wiktora Poliszczuka twierdzi, że na arenie międzynarodowej OUN wchodziła w skład międzynarodówki faszystowskiej o nazwie Zjazd Zagranicznych Narodowych Socjalistów z siedzibą w Stuttgarcie, pod patronatem Josepha Goebbelsa. O przynależności OUN do tej międzynarodówki pisze Adam Podhajecki, jak również Czesław Partacz.

### Członkowie
Członków OUN dzielono według stopnia wtajemniczenia. Kandydat do OUN musiał najpierw odbyć szereg szkoleń ideologicznych i 6-miesięczny staż, podczas którego poddawano go różnym próbom. Po ukończeniu, i zaaprobowaniu jego kandydatury przez 2/3 członków koła, mógł zostać szeregowym członkiem i nosić odznakę – tryzub.
Członków dzielono na trzy kategorie wiekowe:
- pionierów (8–15 lat)
- junaków (15–21 lat)
- pełnoprawnych członków (powyżej 21 lat)

## Działalność w II Rzeczypospolitej

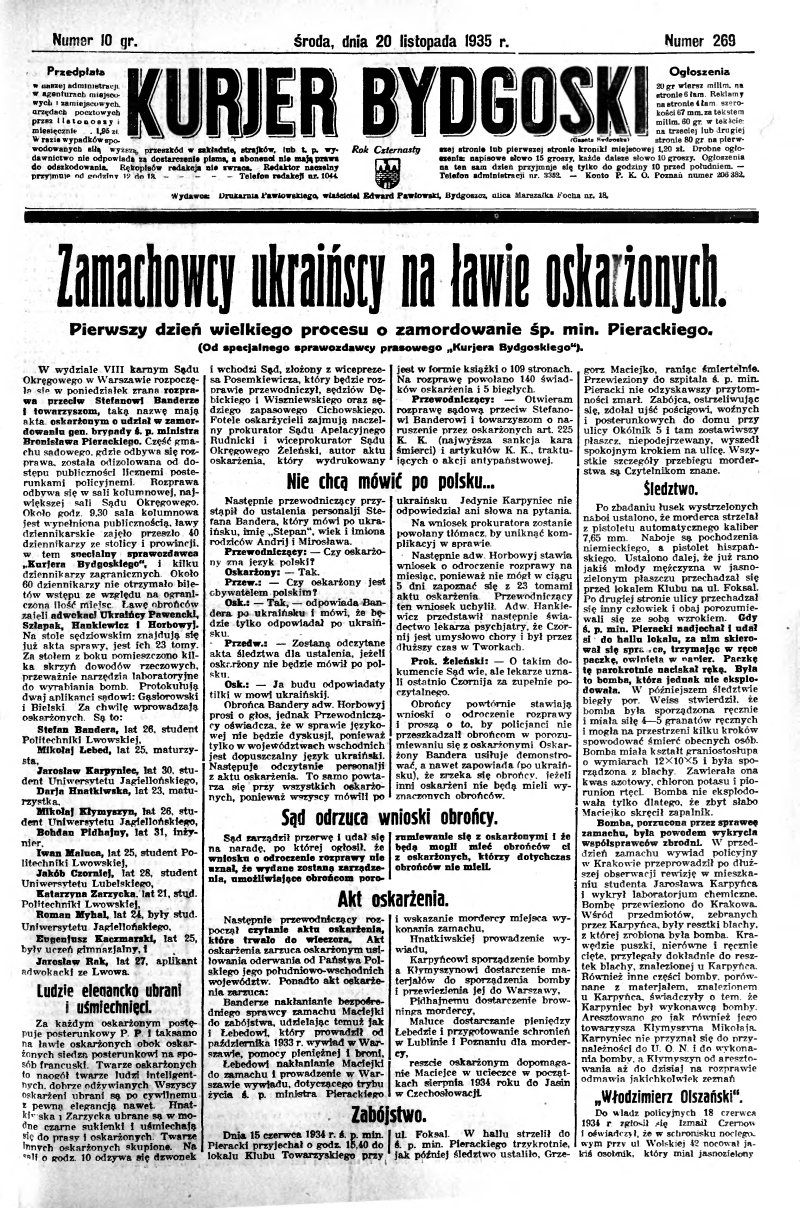
Relacja prasowa z rozpoczęcia procesu w sprawie zabójstwa Bronisława Pierackiego 20 listopada 1935

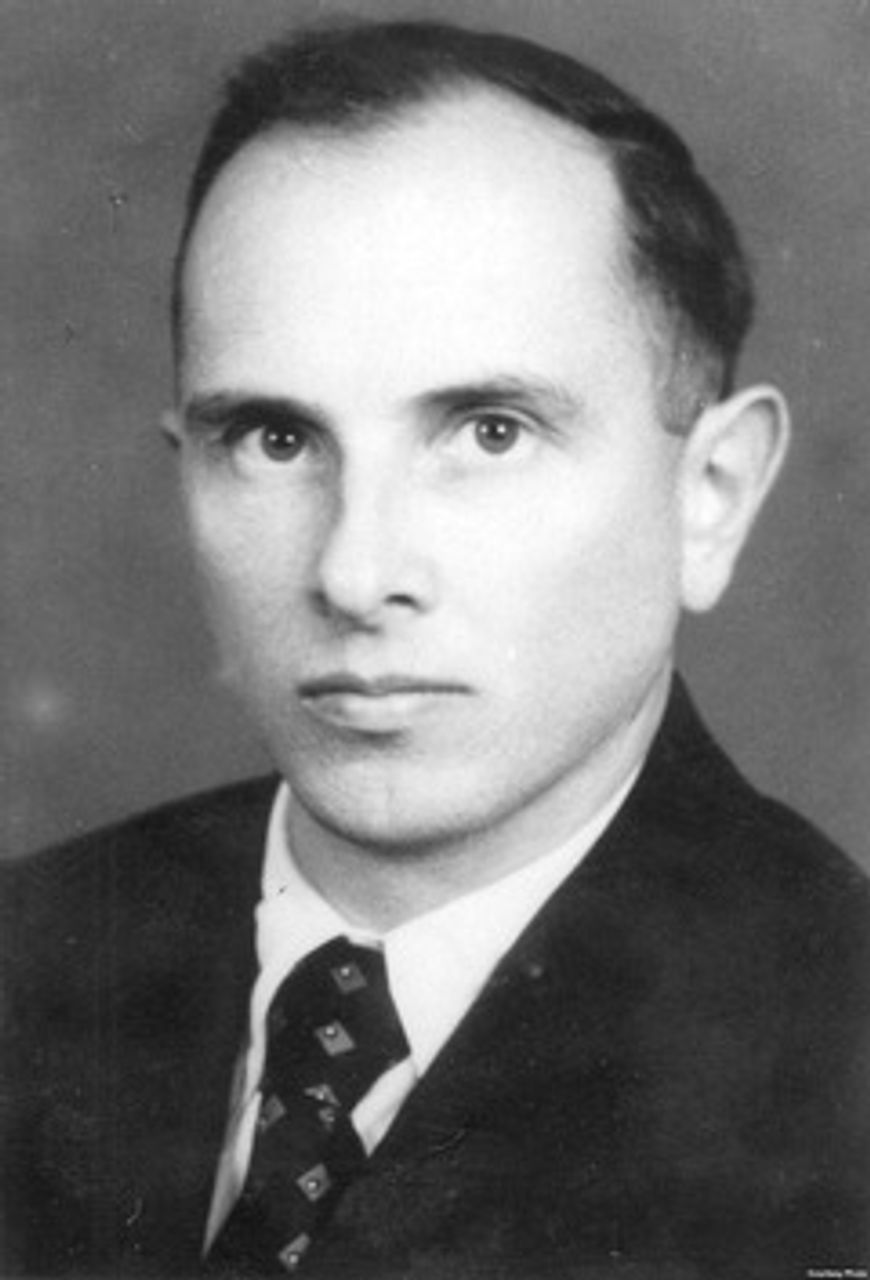
Stepan Bandera

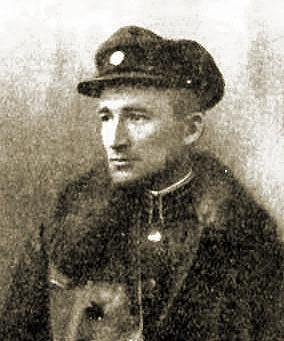
Andrij Melnyk

Celem OUN była walka z Polską, Rumunią oraz ZSRR w celu utworzenia niepodległej Ukrainy (w granicach – od Donu aż po Małopolskę), poprzez m.in. oderwanie od państwa polskiego województw: lwowskiego, tarnopolskiego i stanisławowskiego.
Historyk ukraiński Kost Bondarenko uważa, że początkowo była ona finansowana przez ZSRR bezpośrednio, bądź też pośrednio – poprzez litewskiego prezydenta i dyktatora Antanasa Smetonę, co wpisywało się w stalinowską politykę osłabienia głównego wroga – Polski. OUN częściowo była wspierana także przez międzywojenne państwo litewskie, poprzez przekazywanie jej (tylko w 1930 roku) co drugi miesiąc trzystu dolarów, a także pokrywanie kosztów utrzymania ich reprezentanta (Josyfa Rewiuka) i lokalu w stolicy Litwy Kownie (w Kownie także był drukowany nielegalny organ prasowy UWO „Surma”, przemycany później do Małopolski Wschodniej). OUN cieszyła się także przychylnością czechosłowackiego prezydenta Tomáša Masaryka i ludzi z jego otoczenia. OUN była od początku w II Rzeczypospolitej organizacją nielegalną i opowiadała się przeciwko polityce ugody polsko-ukraińskiej, reprezentowanej przez ze strony ukraińskiej przez UNDO – ukraińską partię legalnie działającą w Polsce (byli petlurowcy i umiarkowane partie z Małopolski Wschodniej), ze strony zaś polskiej – przez wpływową część obozu piłsudczyków z Tadeuszem Hołówką – wiceprezesem BBWR i Henrykiem Józewskim, byłym członkiem rządu URL, długoletnim (1928–1938) wojewodą wołyńskim i redakcją Buntu Młodych, później Polityki pod redakcją Jerzego Giedroycia (oprócz niego – Adolf Bocheński, Aleksander Bocheński, Piotr Dunin Borkowski, Ksawery Pruszyński i in.). Polityka ugody polsko-ukraińskiej zaistniała po zmianie polityki wewnętrznej ZSRR w 1929 r. – odejście przez bolszewików od polityki ukrainizacji, rozpoczęcie przymusowej kolektywizacji rolnictwa i w konsekwencji klęski głodu na Ukrainie sowieckiej (1932–1933).
OUN realizując politykę przeciwną zbliżeniu polsko-ukraińskiemu na przełomie 1929/1930 roku wystąpiła z hasłem: „Na słowne argumenty żaden Polak nie będzie wrażliwy, na terror wszyscy”. Było to preludium do szeroko zakrojonych zamachów (chociaż akcje sabotażowe na mniejszą skalę zdarzały się już wcześniej) polskie obiekty administracyjne, tory kolejowe, mosty, urzędy pocztowe, słupy telefoniczne. Celem głównym było „Wygnanie Lachów za San”, oraz zniszczenie pojawiających się postaw ugodowych społeczności ukraińskiej wobec państwa polskiego i pokazania żywotności ukraińskiej organizacji. Według sprawozdań policji między lipcem a październikiem 1930 dokonanych zostało 186 aktów terroru: 1 napad na ambulans pocztowy, 8 sabotaży na torach, 14 na liniach energetycznych i telefonicznych (zwalanie słupów), 155 podpaleń mienia (w dużej mierze stogi siana, zabudowania gospodarcze), 8 usiłowań. Przeważająca większość akcji sabotażowych polegała na podpaleniu stogów siana i innych zabudowań gospodarczych. W przeciwieństwie do poprzednich wystąpień UWO nie stosowano przemocy wobec ludzi.
Konsekwencją drugiego wystąpienia UWO była przeprowadzona przez władze polskie w okresie pomiędzy 16 września 1930 a 30 listopada 1930 pacyfikacja Małopolski Wschodniej. Działania policji ujawniły, że także niektórzy działacze UNDO, Płastu, Łuha, jak i liczni uczniowie ukraińskich szkół byli zaangażowani w działania terrorystyczne. W działalność OUN zaangażowała się większość czynnej politycznie młodzieży ukraińskiej w II RP.
OUN od samego początku współpracowała z Republiką Weimarską (kanałami Abwehry). W okresie odprężenia stosunków z Polską po podpisaniu w styczniu 1934 polsko-niemieckiej deklaracji o niestosowaniu przemocy, w latach 1934–1938 Niemcy ograniczyli kontakty z OUN do minimum. Ożywienie kontaktów nastąpiło ponownie na wiosnę 1939, w ramach przygotowań Niemiec do wojny z Polską.
OUN organizowała, lub przyjęła odpowiedzialność polityczną za akty terroru indywidualnego przeciw wysokim urzędnikom Rzeczypospolitej – m.in. zamachy przeciwko Tadeuszowi Hołówce (1931) i Bronisławowi Pierackiemu (1934), a także akty przemocy przeciw instytucjom państwa polskiego (tzw. ekspropriacje).
Zaostrzenie terroru było związane z objęciem przywództwa w OUN przez Banderę.
W konsekwencji zamachu na Pierackiego (1934) został utworzony obóz w Berezie Kartuskiej, w którym w latach 1934–1939 umieszczano w trybie administracyjnym działaczy nielegalnych KPP, ONR i OUN, co do których nie było dowodów pozwalających na skazanie przez sąd za działalność antypaństwową. Działacze OUN na czele ze Stepanem Banderą, który przyjął polityczną odpowiedzialność za zamach, zostali skazani na kary wieloletniego więzienia.
Polityka ugody prowadzona w Małopolsce Wschodniej przez UNDO i obóz piłsudczyków (której kulminacyjnym momentem było formalne porozumienie rządu Mariana Zyndram-Kościałkowskiego z UNDO w 1935) załamała się w 1938 r. wobec zbliżenia rządzącej części obozu sanacyjnego (Edward Rydz-Śmigły, Adam Koc) do haseł nacjonalistycznych środowisk obozu endecji w Polsce.
Jednocześnie Henryk Józewski został zdymisjonowany, a Wojsko Polskie przeprowadziło akcję tzw. drugiej pacyfikacji (połączonej np. z masowym burzeniem cerkwi na terenach etnicznie mieszanych – istotną rolę odegrał tu gen. Gustaw Paszkiewicz) i próbą organizacji ruchów repolonizacyjnych odwołujących się do anachronicznych tradycjiszlachty zagrodowej i separatyzmów regionalnych (Huculi, Bojkowie). Uzasadniano to potrzebą konsolidacji narodowej w obliczu zaostrzającej się sytuacji międzynarodowej. W konsekwencji zraziło to obywateli RP narodowości ukraińskiej (zgodnie ze spisem powszechnym z 1931 było ich minimum 4,5 mln)) do państwa polskiego, przyniosło za sobą wzrost ukraińskich tendencji nacjonalistycznych i doprowadziło do dalszej eskalacji polsko-ukraińskiego konfliktu narodowościowego na terenach etnicznie mieszanych.
Konsekwencją zmiany polityki polskiej na Wołyniu na prowadzoną z pozycji siły było rozszerzenie wpływów OUN (do tej pory działającej przede wszystkim w Małopolsce Wschodniej) na Wołyń i radykalizacja nastrojów społeczeństwa ukraińskiego na Wołyniu, a także dyskredytacja polityki ugodowej prowadzonej przez reprezentowane w Sejmie RP ukraińskie ugrupowania polityczne. Miało to znaczące konsekwencje, gdy aparatu państwa polskiego na tym obszarze miało po wrześniu 1939 zabraknąć.
Po zamordowaniu Konowalca w roku 1938 przez agenta NKWD Pawła Sudopłatowa, na czele Głównego Prowodu stanął Andrij Melnyk (na II Wielkim Kongresie OUN w sierpniu 1939 roku w Rzymie). Melnyk traktował współpracę z Niemcami strategicznie (zgodnie z tradycją austro-węgierską), Stepan Bandera i współpracownicy traktowali współpracę z Niemcami instrumentalnie – jako narzędzie do stworzenia niepodległego państwa ukraińskiego.

### Kalendarium zamachów
- 6 marca 1929 – napad członków OUN na listonosza Franciszka Kochanowskiego we Lwowie. Listonosz wyrwał się napastnikom i zbiegł alarmując policję. Jeden z napastników został zatrzymany w czasie pościgu, drugi postrzelony w czasie pościgu zmarł z odniesionych ran[39],
- 2 września 1929 – nieudany napad na ambulans pocztowy w Suchodnicy[39],
- 12 października 1929 – nieudany napad na ambulans pocztowy w Borysławiu[39],
- 28 października 1930 – napad na ambulans pocztowy w okolicach Bełza, zrabowano 13720 zł, zabita została jedna, a ciężko ranna druga osoba (konwojent)[40]
- 12 lutego 1931 – napad członków OUN na posterunek Policji Państwowej w Hajkach; zabicie tamtejszego komendanta policji
- 31 lipca 1931 – napad na wóz pocztowy w Olszanach pod Birczą, zginął konwojent, ranny został woźnica[41]. Napad na Bank Ludowy w Borysławiu. Zrabowano 735 zł w gotówce i 20 000 zł w wekslach[42]
- 8 sierpnia 1931 – napad na urząd pocztowy w Truskawcu, zrabowano 27 478 zł, dwie osoby zostały ranne, jedna z nich, zastępujący drogę napastnikom Jurij Melnyczuk zmarł w szpitalu w wyniku odniesionych ran[43],
- 29 sierpnia 1931 – zabicie przez członków OUN (Wasyl Biłas, Dmytro Danyłyszyn) posła Tadeusza Hołówki
- 31 sierpnia 1931 – napad na ambulans pocztowy pod Peczeniżynem. Zabito konwojenta, raniono dwie osoby, pieniędzy nie przejęto
- 22 marca 1932 – zabójstwo podkomisarza Policji Państwowej Emiliana Czechowskiego[44]
- 30 listopada 1932 – napad na pocztę w Gródku Jagiellońskim, podczas którego OUN-owcy postrzelili osiem osób (pracowników urzędu i obecnych klientów). Jedna z nich zmarła w wyniku postrzału w szpitalu we Lwowie. W czasie pościgu zginął również jeden policjant, a jeden został ranny. Napastnicy zrabowali 3232 zł 15 gr.[45]

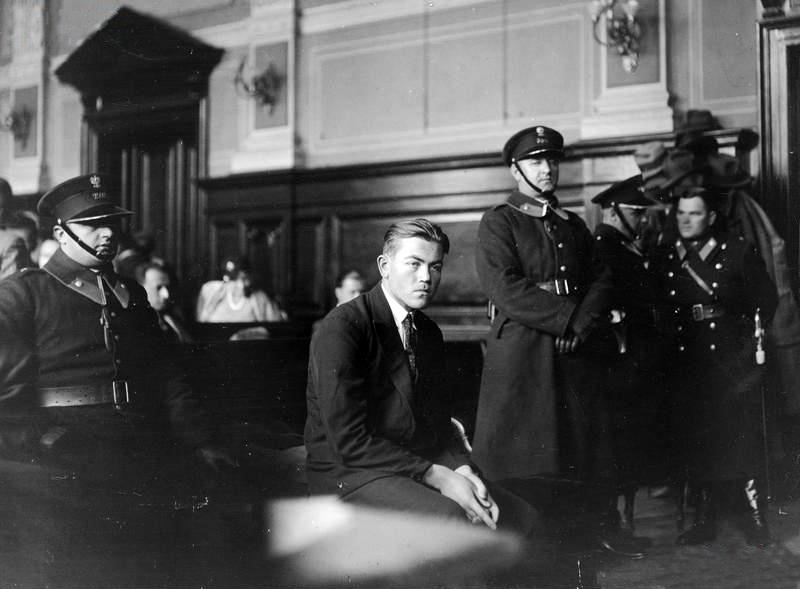
Mykoła Łemyk podczas procesu o zabójstwo Aleksieja Majłowa, 1933

- 28 września 1933 – nieudany zamach na kuratora Okręgu Szkolnego Lwowskiego Stanisława Gadomskiego[44][46]
- 21 października 1933 – zamach na sowiecki konsulat we Lwowie[23] (zabicie urzędnika sowieckiego konsulatu Aleksieja Majłowa, rezydenta OGPU)
- 1933 – próba zabójstwa aspiranta Jerzego Ciesielczuka[44]
- 13 marca 1934 – został zamordowany starszy posterunkowy Józef Głowniak z Tok w województwie tarnopolskim, przy próbie werbowania konfidenta w środowisku OUN[47].
- 9 maja 1934 – w parku Stryjskim we Lwowie zamordowano studenta Jakuba Baczyńskiego, którego OUN podejrzewało o szpiegostwo na rzecz polskiej policji. Zastrzelili go członkowie OUN z tego samego pistoletu, z którego miesiąc później zginął minister Bronisław Pieracki[44]
- 15 czerwca 1934 – zabicie ministra spraw wewnętrznych II RP Bronisława Pierackiego przed restauracją przy ul. Foksal w Warszawie przez członka OUN Hryhorija Maciejkę[48]
- 13 lipca 1934 nocą doszło do napadu na posterunek policji w Uhnowie; podczas niego, poinformowana wcześniej o planowanym ataku policja polska, ujęła ukraińskich sprawców[44]
- 25 lipca 1934 – zabicie dyrektora ukraińskiego gimnazjum akademickiego we Lwowie Iwana Babija
- poza wymienionymi ofiarami z roku 1934 członkowie OUN zabili w tym roku także trzech policjantów, dwóch strażników gminnych, oraz kilku Ukraińców, podejrzewanych o kontakty z policją polityczną[44]

W doniesieniach policyjnych w roku 1931 pojawiały się także informacje o planowanych zamachach przygotowywanych przez OUN na inne ważne osobistości w państwie, m.in.: ministra spraw zagranicznych Augusta Zaleskiego, premiera RP Felicjana Sławoj Składkowskiego, ministra rolnictwa i reform rolnych Bronisława Nakoniecznikowa-Klukowskiego, marszałka Sejmu Stanisława Cara, Józefa Becka, oraz posła Piotra Pewnego.
Ogółem w całym okresie 1921–1939 ukraińskie podziemie nacjonalistyczne (UWO i OUN) przeprowadziło 63 zamachy w których zginęło łącznie: 36 Ukraińców (w tym jeden komunista), 25 Polaków, 1 Rosjanin i 1 Żyd. Oprócz 63 zamachów na osoby fizyczne (w tym 11 na znane polskie i ukraińskie osobistości polityczne, z czego 8 udanych) ukraińskie podziemie nacjonalistyczne dokonało w latach 1921-39 łącznie pięciu zamachów bombowych i 18 akcji ekspropriacyjnych. Zestawienie nie uwzględnia aktów sabotażu skierowanych przeciw mieniu publicznemu, społecznemu, czy prywatnemu, które były główną pozycją w zestawieniach policyjnych dotyczących działalności UWO i OUN.
W 1934 OUN na terenie II Rzeczypospolitej liczyła ok. 2000 zakonspirowanych członków wszystkich szczebli organizacyjnych. Szacuje się, że w latach 1929–1939 przeszło przez jej szeregi ok. 20 000 ludzi.
Po zabójstwie Bronisława Pierackiego i Iwana Babija, Policja Państwowa dokonała masowych aresztowań, które objęły prawie całą Krajową Egzekutywę OUN z Banderą i Szuchewyczem i wielu członków powiatowych i okręgowych władz OUN – łącznie ok. 800 osób (prawie połowę czynnych członków OUN). Źródłem szczegółowej wiedzy policji stało się uzyskane już w 1933 roku przez Oddział II Sztabu Generalnego WP w Czechosłowacji tzw. archiwum Senyka, składające się z 418 oryginałów i 2055 fotokopii z wewnętrznej dokumentacji OUN. Przejęta dokumentacja nie tylko ujawniła strukturę i poufne decyzje kierownictwa OUN, ale potwierdziła niejawne poparcie Niemiec weimarskich, Czechosłowacji i Litwy dla tej organizacji. Aresztowania sparaliżowały OUN, ale nie zniszczyły samej organizacji. Na początku 1935 przybyła do Polski kurier Prowodu Ukraińskich Nacjonalistów Anna Czemerynśka, która wyznaczyła na funkcję krajowego prowidnyka OUN Lwa Rebeta. Nowe kierownictwo wstrzymało szersze akcje bojowe, odstąpiło również od demonstracyjnych akcji wywieszania flag i ulotek. Skoncentrowano się na odbudowie rozbitych struktur organizacyjnych i nielegalnych wydawnictw i na ich rozbudowie na terenie województwa wołyńskiego, gdzie siatka organizacyjna OUN była dotąd słabo rozwinięta. Na Wołyniu dokonywano również po 1935 pojedynczych akcji terrorystycznych.

### Prowidnycy krajowi OUN
- Bohdan Krawciw luty 1929 – czerwiec 1930
- Julijan Hołowinskyj czerwiec – wrzesień 1930
- Stepan Ochrymowycz październik 1930 – kwiecień 1931
- Iwan Gabrusewycz lato 1931 – marzec 1932
- Bohdan Kordiuk sierpień 1932 – styczeń 1933
- Stepan Bandera styczeń 1933 – czerwiec 1934
- Osyp Maszczak sierpień – grudzień 1934
- Lew Rebet luty 1935 – grudzień 1938
- Myrosław Turasz grudzień 1938 – czerwiec 1939
- Wołodymyr Tymczij sierpień 1939 – luty 1940

## Dywersja podczas kampanii wrześniowej
W sierpniu i wrześniu 1939 OUN i Abwehra zaplanowały wybuch antypolskiego powstania. 17 września 1939 roku wobec wkroczenia Sowietów Wilhelm Canaris odwołał te przygotowania. W związku z tym, że nie do wszystkich członków OUN dotarła ta informacja, przystąpili oni do działań według wcześniej ustalonego planu. Do wystąpień często przyłączała się ukraińska ludność cywilna.
Po 10 września 1939, kiedy sytuacja Wojska Polskiego stała się niekorzystna, nastawienie OUN uległo zmianie, doszło do licznych ukraińskich dezercji i dywersji, ruch ten nie przybrał jednak formy masowej. Akcje dywersyjne były tłumione przez siły Wojska Polskiego, zwłaszcza po próbie opanowania Stryja przez grupy specjalne OUN w nocy z 12 na 13 września, mającej charakter lokalnego powstania.
W dniach następnych doszło do podobnych wystąpień w powiatach mieszanych narodowościowo, dywersje miały miejsce m.in. w Podhorcach, Borysławiu, Truskawcu, Mraźnicy, Żukotynie, Uryczu, w okolicach Mikołajowa i Żydaczowa. Niejednokrotnie celem OUN było przejęcie władzy w poszczególnych miejscowościach przed wkroczeniem wojsk sowieckich i niemieckich. Dochodziło także do rozbrajania polskich żołnierzy, a nawet do sporadycznych potyczek z cofającymi się oddziałami Wojska Polskiego i policji.
Przeciwko działaniom dywersyjnym Polacy wysłali duże siły policji oraz wojska. Stłumiono w ten sposób wystąpienia ukraińskie w Mikołajowie i Żydaczowie, po stoczeniu zaciętych walk. Członków OUN schwytanych z bronią w ręku zwykle rozstrzeliwano na miejscu, m.in. rozstrzelano w ten sposób 6 Ukraińców w wiosce Duliby, z kolei w Stryju rozstrzelano 40 Ukraińców. Wsie, z których padały strzały w stronę patroli WP, zwykle palono.
Na tle walk między OUN i polskimi siłami wojskowymi dochodziło do mordowania polskiej ludności cywilnej, w licznych akcjach brali także członkowie OUN, część miejscowej ludności, a także bojówki komunistyczne i margines społeczny, m.in. we wsi Koniuchy i Potutory zginęło łącznie ok. 100 Polaków, a w Kolonii Jakubowice spalono 57 zagród i zamordowano ok. 20 Polaków. We wsi Sławentyn w powiecie Podhajce zabito dalszych 85 osób. Szczególne nasilenie akcji ukraińskich akcji przeciwko Polakom miało miejsce w powiatach Brzeżany i Podhajce. Szacuje się, że we wrześniu i październiku 1939 r. zginęło z rąk nacjonalistycznych i komunistycznych bojówek ukraińskich około 2000 Polaków w Małopolsce Wschodniej i około 1000 na Wołyniu. Według danych OUN jej członkowie we wrześniu 1939 zabili 796 Polaków i spalili co najmniej cztery polskie miejscowości, przy stratach własnych 160 zabitych i 53 rannych.
Ogółem, w akcjach dywersyjnych prowadzonych przez oddziały specjalne OUN, w dniach pomiędzy 29 sierpnia a 23 września 1939, według danych OUN, wzięło udział 7729 osób, w większości członków grup militarnych OUN. Akcje te objęły 183 miejscowości polskie. Członkowie OUN zdobyli jeden czołg, kilka samolotów i dział, 23 ciężkie i 80 lekkich karabinów maszynowych, 3757 karabinów, 3445 pistoletów i 25 samochodów. OUN, głównie na skutek akcji oddziałów Wojska Polskiego i policji, straciła 160 zabitych i 53 rannych. Spalono co najmniej 4 polskie miejscowości i zniszczono 1 most. Polska kontrakcja spowodowała spalenie 5 wsi ukraińskich.

## Działalność OUN w latach 1939–1940
Po agresji sowieckiej na Polskę legalne partie ukraińskie, próbując ratować swych członków przed terrorem NKWD oficjalnie rozwiązały się, co zresztą nie ustrzegło ich działaczy od sowieckich represji. W konsekwencji jedyną czynną organizacją ukraińską pozostała po 17 września 1939 r. – cały czas zakonspirowana – OUN.
Po aresztowaniu na przełomie marca i kwietnia 1940 przez NKWD we Lwowie prawie wszystkich członków Krajowej Egzekutywy OUN (nazywanej pierwszą, zobacz Proces pierwszej Egzekutywy Krajowej OUN), przybyły z Generalnego Gubernatorstwa Dmytro Myron Robert utworzył 31 października 1940 nową Krajową Egzekutywę (drugą), w skład której weszli oprócz niego zastępca Łew Zacnyj (podaje się również jako zastępcę Kostia Cmocia), referent organizacyjny Iwan Maksymiw Bard, referent propagandy Kost Berezowśkyj, referent wywiadu Mykoła Matwijczuk, zastępca referenta wywiadu Mychajło Dumanśkyj, referent ds. kobiet Wołodymyra Kowaluk, referent łączności Luba Szewczyk. Odtworzono również wszystkie prowidy obwodowe.
We wrześniu 1940 również druga Egzekutywa Krajowa OUN została rozbita przez NKWD. Jej działacze zostali osądzeni w procesie 59.

## Rozłam w OUN
Stepan Bandera wypuszczony 13 września 1939 z więzienia w Brześciu nad Bugiem, gdzie odbywał wyrok dożywotniego więzienia za zorganizowanie zabójstwa ministra spraw wewnętrznych Bronisława Pierackiego, po krótkim pobycie w Rzymie przybył do Krakowa. Doprowadził do zwołania w dniach 9 i 10 lutego 1940 roku krajowej konferencji OUN, gdzie zażądano ustąpienia ze stanowiska Melnyka. Kiedy to nie nastąpiło, banderowcy zwołali w Krakowie 1-3 kwietnia 1940 konspiracyjny II Wielki Kongres OUN, co doprowadziło do rozłamu na dwie frakcje: OUN-R (OUN-B, tzw. frakcja rewolucyjna, banderowcy) i OUN-M (frakcja melnykowska, melnykowcy).
II Kongres uchwalił utworzenie Krajowego Sztabu Wojskowego i Wojskowego Ośrodka OUN. Przewodniczącym OUN obrano Stepana Banderę, a jego zastępcami Jarosława Stećko i Mykołę Łebeda.
OUN oficjalnie współpracowała z III Rzeszą od 1939, czego dowodem było powstanie jednostek wojskowych – takich jak Legion Ukraiński, a później batalionów: „Nachtigall” i „Roland”, w ramach przygotowań Niemiec do wojny z ZSRR w roku 1941. Już wtedy jednak pojawiały się w OUN rozbieżności frakcyjne – batalion „Nachtigall” tworzyli w większości późniejsi „banderowcy”, a „batalion „Rolland” – melnykowcy.
Powołanie przez grupę Andrija Melnyka w 1939 Legionu Ukraińskiego pod auspicjami Abwehry było krótkotrwałym epizodem. Rozwiązano go po decyzji Lwa Rebeta o odmowie wywołania powstania antypolskiego w Małopolsce Wschodniej i potwierdzeniu III Rzeszy przez ZSRR kanałami dyplomatycznymi decyzji i terminu agresji sowieckiej na Polskę.
Śledztwa w sprawie zbrodni popełnionych przez ukraińskich nacjonalistów na ludności polskiej prowadzą obecnie terenowe oddziały Instytutu Pamięci Narodowej.

## Ideologia OUN
Ideologię organizacji można związać z dwoma publikacjami – „Nacjonalizmem” Dmytro Doncowa – radykalnego nacjonalistycznego publicysty ukraińskiego, m.in. tłumacza dzieł Mussoliniego i Hitlera na ukraiński i „Nacjokracją” (1935) autorstwa Mykoły Scibiorskiego. Ich autorzy postulowali nacjonalizm, tj. dominację w państwie etnicznych Ukraińców, antyparlamentaryzm i autorytaryzm (Ukraina będzie rządzona przez lidera nominowanego przez nacjonalistyczne elity, a nie partie polityczne).

Zdaniem Ewy Siemaszko: 

Z różnych dokumentów OUN wynikało, że przygotowywano się do tzw. „rewolucji narodowej”, której celem było zniszczenie polskości na terenach wspólnie zamieszkałych przez Ukraińców i Polaków.(…)Obok Polaków również Żydzi byli wymieniani w dokumentach i propagandowych materiałach jako element, który należy zniszczyć (Smert' lacham, żydam i moskowśkij komuni).

W kształtowaniu świadomości nacjonalistycznej ważną rolę odegrał również Dekalog ukraińskiego nacjonalisty z roku 1929.
Historycy ukraińscy z reguły unikają zrównywania ideologii OUN z faszyzmem lub z narodowym socjalizmem. Heorhij Kasjanow wskazuje na totalitarne, antydemokratyczne i antykomunistyczne cechy tego ruchu, jednak pomimo podobieństw w światopoglądzie, ideologii i praktyce z włoskim faszyzmem i niemieckim narodowym socjalizmem uważa, że nie można nacjonalizmu ukraińskiego zaliczyć do tych ideologii. Orest Subtelny twierdził wprost, że OUN nie była faszystowska i podobnie jak Iwan Łysiak-Rudnyćkyj uważał, że OUN należy porównywać nie z faszyzmem czy nazizmem a z narodowo-radykalnymi ugrupowaniami takimi jak chorwaccy Ustasze, rumuńską Żelazną Gwardią, voldemarasowcami na Litwie, strzałokrzyżowcami na Węgrzech, słowackimi hlinkowcami lub ONR w Polsce. Jarosław Hrycak twierdzi, że ideologia OUN pomimo podobieństw do nazizmu i faszyzmu, wyrosła z innych, specyficznie ukraińskich korzeni.
Kanadyjski historyk idei ukraińskiego pochodzenia John-Paul Himka, mając na myśli „grupy młodzieży” oraz „licznych intelektualistów i dziennikarzy” uważa, że zaprzeczanie faszyzmu OUN jest wynikiem fascynacji tym ruchem:

Ci, którzy dzisiaj przejmują dziedzictwo OUN, zazwyczaj zaprzeczają, że OUN była faszystowska jednocześnie broniąc jej faszystowskich działań (np. kolaboracji z III Rzeszą, mordów na Żydach, innych mniejszościach narodowych i komunistach, zwalczania przeciwników politycznych; i kultu wodza).

Władysław Filar i Lucyna Kulińska, zauważając odrębność źródeł ideologii ukraińskiego nacjonalizmu, dostrzegają jednak jej ewolucję wynikającą z wpływów totalitarnych Włoch i Niemiec, co w konsekwencji pod koniec lat 30. XX wieku zadecydowało ich zdaniem o zmianie charakteru OUN z narodowo-radykalnego na faszystowski. O charakterze faszystowskim OUN pisze też Małgorzata Masternak-Kubiak i Jacek Przygodzki. Sposób zorganizowania także miał wzór faszystowski.

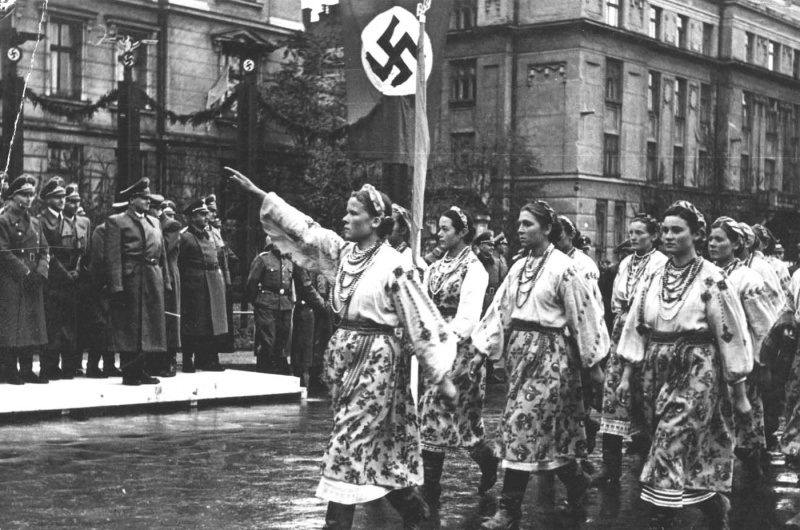
Parada w Stanisławowie (Iwano-Frankiwsk) z okazji wizyty gubernatora Hansa Franka, 1941

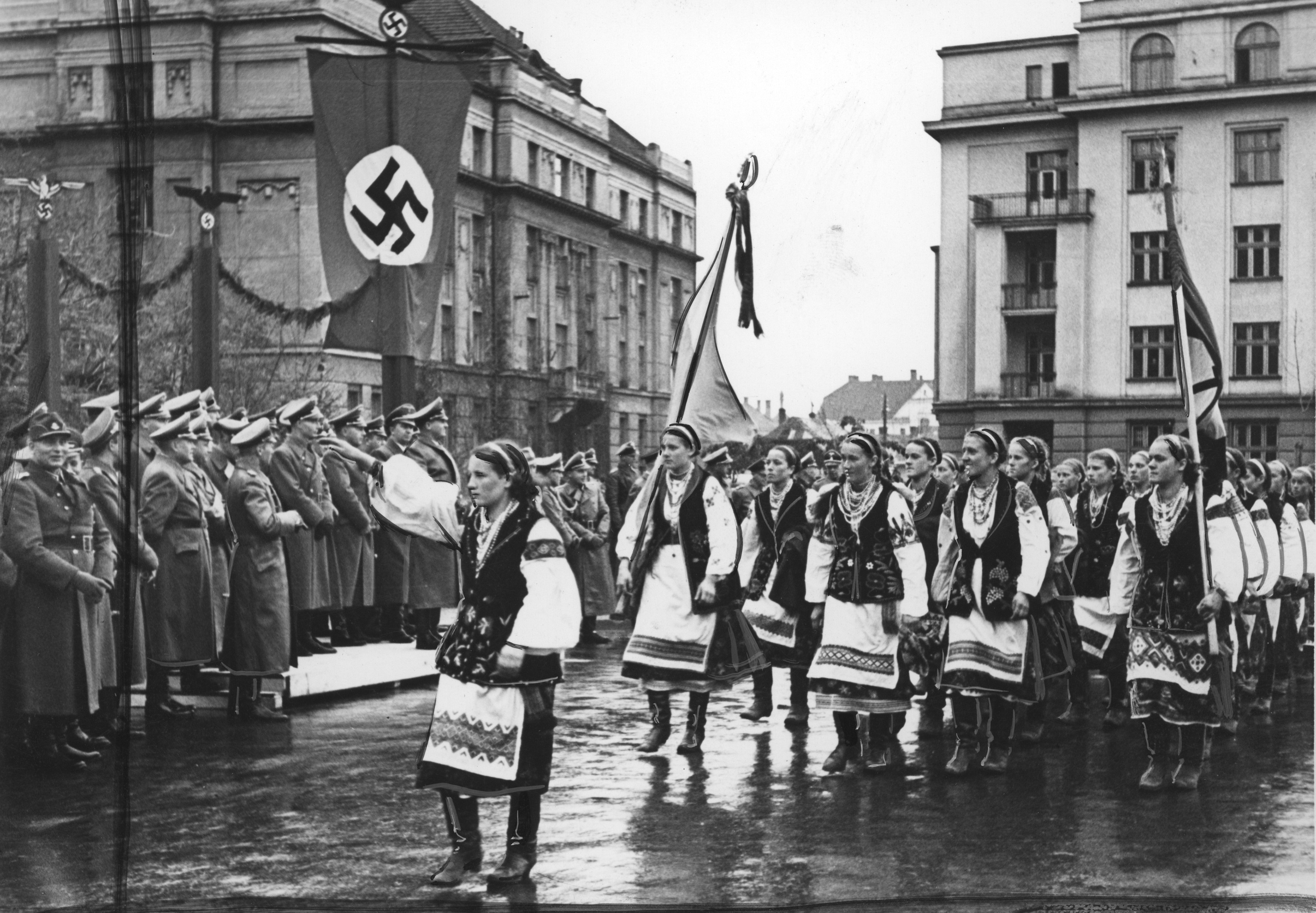
Parada w Stanisławowie (Iwano-Frankiwsk) z okazji wizyty gubernatora Hansa Franka, 1941

Zdaniem Grzegorza Motyki, wyznawana przez OUN radykalna ideologia nacjonalistyczna - [była] bliska lub wręcz tożsama z faszyzmem. Zakładała, że w walce o niepodległość Ukrainy nie obowiązują żadne zasady etyczne i można dla osiągnięcia tego celu popełnić każdą zbrodnię. Nacjonaliści widzieli też przyszłe państwo jako jednorodne etnicznie. Historyk ten wskazuje, że niechęć ukraińskich historyków do porównań ideologii OUN z faszyzmem wynika z potępienia, jakie spotkało tę organizację po wojnie ze strony Sowietów.
Według Andrzeja Friszke ideologia OUN miała charakter, powiedzmy to wprost, faszystowski, tak samo jak ONR można nazwać faszystami polskimi. O faszystowskiej naturze ideologii OUN piszą: Timothy Snyder, John-Paul Himka, Per Anders Rudling, David Marples, Wiktor Poliszczuk, Władysław Filar, Lucyna Kulińska, Bogumił Grott. Ewa Siemaszko określa ideologię OUN jako nazistowsko-faszystowską, zaś Grzegorz Rossoliński-Liebe i Ivan Katchanowski twierdzą, że była ona nacjonalistyczno-faszystowska.
Per Anders Rudling wskazuje na szereg podobieństw ideologii i praktyki OUN z faszyzmem i nazizmem: antydemokratyzm, zasada wodzostwa (wódz narodu jako ucieleśnienie „woli narodu”), „nacjokracja” (rządy narodu) – wpływ mistyki „krwi i ziemi” (Blut und Boden), antysemityzm, przyjęcie salutu rzymskiego za organizacyjne pozdrowienie.
Rudling uważa, że radykalizm ideologii OUN w wielu aspektach prześcignął włoski faszyzm.
Zdaniem Paula Roberta Magocsiego w OUN wyraźnie zaznaczał się podział ideologiczny na starszych wiekiem i bardziej konserwatywnych przywódców, którzy negatywnie odnieśli się do rozwoju nazizmu niemieckiego, oraz na młodszych, działających w II Rzeczypospolitej działaczy, dla których idee faszystowskie i związanie z nimi strategie działania były wzorem do naśladowania.
John Alexander Armstrong uważa akceptację taktyki terrorystycznej – połączoną z afirmacją działań nielegalnych, „w podziemiu” – za przejaw wpływu specyficznej tradycji politycznej Europy Wschodniej, reprezentowanej wcześniej m.in. przez rosyjską Narodną Wolę. Armstrong podkreśla jednak, że mimo zaznaczania roli przywództwa w ruchu (zasada wodzowska), Organizacja Ukraińskich Nacjonalistów nie zrezygnowała z procedur demokratycznych takich jak głosowania, zjazdy i wybór zarządu w drodze głosowania delegatów.
John-Paul Himka, Per Rudling i Grzegorz Rossoliński-Liebe uważają koncepcje Armstronga dotyczące ukraińskiego nacjonalizmu za przestarzałe. Ich zdaniem Armstrong zachwycał się czołowymi działaczami OUN i na wywiadach z nimi opierał swoje badania. Nie miał dostępu do źródeł z krajów Europy centralnej i wschodniej, co negatywnie wpłynęło na wyciągane przez niego wnioski. Armstrong pomijał udział OUN w zbrodniach na Żydach i Polakach. Z tego powodu ich zdaniem jego prace zdobywają poklask zwolenników spuścizny OUN-UPA i są wykorzystywane do jej obrony. Według Himki wykorzystywanie używanego przez Armstronga dla OUN terminu integralnego nacjonalizmu do zaprzeczania związków z faszyzmem czy nazizmem jest semantycznym trikiem, gdyż Armstrong także nazizm zaliczał do kategorii integralnych nacjonalizmów.
Ryszard Torzecki porównuje OUN z narodowo-radykalnymi ugrupowaniami takimi jak chorwaccy ustasze, rumuńską Żelazną Gwardią, voldemarasowcami na Litwie, strzałokrzyżowcami na Węgrzech, łotewskim ruchem Pērkonkrusts, masowym ruchem wabsów w Estonii. Wszystkie te grupy cechował antykomunizm i radykalizm, które pchał je do terroru. Walkę OUN Torzecki porównywał z działaniami terrorystów macedońskich, chorwackich i nacjonalistów baskijskich (ETA) i irlandzkich (Sinn Féin i IRA). Autor syntezy dziejów Polski Hans Roos porównuje również OUN do irlandzkiego Sinn Féin.
W wielu dokumentach II Oddziału Sztabu Głównego Wojska Polskiego i Ministerstwa Spraw Wewnętrznych okresu międzywojennego przytacza się również porównania do terrorystów macedońskich, chorwackich i nacjonalistów irlandzkich (Sinn Féin i IRA).

Zdaniem Romana Wysockiego, autora monografii Organizacji Ukraińskich Nacjonalistów : 

Dokonywanie porównań jest konieczne dla ukazania działalności OUN w kontekście szerszym. Jednak widzenie – co niestety ma miejsce – w którymś z wymienionych ruchów odpowiedników, a nie tylko pewnych analogii, trudno uznać za poprawne.

## Po wojnie
W konsekwencji rozłamu w Zagranicznych Formacjach OUN, przy próbie powrotu do władzy w organizacji Stepana Bandery, czemu sprzeciwiał się Lew Rebet, Zinowij Matła, Mykoła Łebed i ich zwolennicy, utworzyli oni Organizację Ukraińskich Nacjonalistów za Granicą, odrębną od działających nadal organizacji banderowców i melnykowców. Do grudnia 1956 nosiła nazwę Zagraniczne Formacje OUN, identyczną z nazwą organizacji w której doszło do rozłamu.
Działali w niej m.in. Lew Rebet (przewodniczący organizacji do śmierci w 1957), Iwan Hrynioch, Mykoła Łebed, Myrosław Prokop. Po zamordowaniu Rebeta przez agenta KGB Bohdana Staszynskiego organizacją kierował Roman Ilnyćkyj, a następnie Bohdan Kordiuk.
Członkowie organizacji byli określani jako dwijkary (ukr. двійкарі).
W niepodległej Ukrainie od roku 1995 działa legalnie Kijowska Miejska Organizacja Ukraińskich Nacjonalistów, której szefem jest Bohdan Czerwak.